# Mike Patton
Michael Allan Patton, conosciuto semplicemente come Mike Patton (Eureka, 27 gennaio 1968), è un cantante, polistrumentista, compositore e produttore discografico statunitense, noto per essere il leader, tra gli altri, dei gruppi Faith No More, Mr. Bungle e Fantômas.
Ha anche dato vita ad alcuni celebri supergruppi quali Tomahawk e Peeping Tom. Vanta numerose collaborazioni, live e in studio, con molti artisti (John Zorn, Roy Paci, Dan the Automator, Melvins, The Dillinger Escape Plan, Melt-Banana, Sepultura, Kool Keith, X-Ecutioners, Team Sleep, Björk, Subtle, Rahzel, Serj Tankian, Merzbow, Zu e tanti altri). Ha prodotto inoltre l'album Mondo cane, contenente canzoni interamente cantate in italiano.
È molto apprezzato per il suo modo eclettico e versatile di cantare: all'interno dei suoi numerosi progetti passa con estrema disinvoltura dal crooner al falsetto, dal death growl al rap e ad altre tecniche vocali. Secondo VVN Music, Patton possiede un'estensione vocale maggiore di qualsiasi altro cantante conosciuto, riuscendo a coprire ben sei ottave. AllMusic lo definisce "più che un cantante, un innovatore nella manipolazione della voce umana".
Ha fondato insieme a Greg Werckman l'etichetta discografica indipendente Ipecac Recordings.

## Biografia

### Mr. Bungle e Faith No More (1984-1998)
Cresce ad Eureka, California, ed insieme ad alcuni suoi amici, tra cui Trey Spruance e Trevor Dunn, forma intorno al 1984 i Mr. Bungle. Il gruppo, nella seconda metà degli anni ottanta, registrò in cassetta quattro demo, The Raging Wrath of the Easter Bunny (1986), Bowel of Chiley (1987), Goddammit I Love America (1988) e OU818 (1989), creandosi un piccolo seguito locale. La band viene infatti notata dal chitarrista Jim Martin del gruppo Faith No More, che inviterà Patton a sostituire il dimissionario cantante Chuck Mosley. Lo stesso anno venne registrato l'album The Real Thing, che riscuote un enorme successo di pubblico grazie anche al singolo Epic.
Sebbene membro dei Faith No More, Patton rimase comunque nei Mr. Bungle, e grazie alla notorietà acquisita rimediò un contratto alla band con la Warner Bros. Nel 1991, prodotto da John Zorn, viene infatti pubblicato l'album Mr. Bungle. La carriera di Patton si dividerà tra i due gruppi fino allo scioglimento, nell'aprile del 1998, dei Faith No More a causa delle continue diatribe interne. I Mr. Bungle pubblicarono un secondo album, Disco Volante, nel 1995, mentre California uscì il 13 luglio 1999, dopo quattro anni di pausa dal precedente. Patton, sempre nella seconda metà degli anni '90, incide due dischi solisti, Adult Themes for Voice, nel 1996, registrato soltanto con voce e microfono durante i tour con i Faith No More, e Pranzo Oltranzista, nel 1997, dedicato a Filippo Tommaso Marinetti. Inoltre è ospite nei dischi di John Zorn, dei Sepultura e dei Melt Banana.

### Fantômas e Tomahawk (1999-2001)

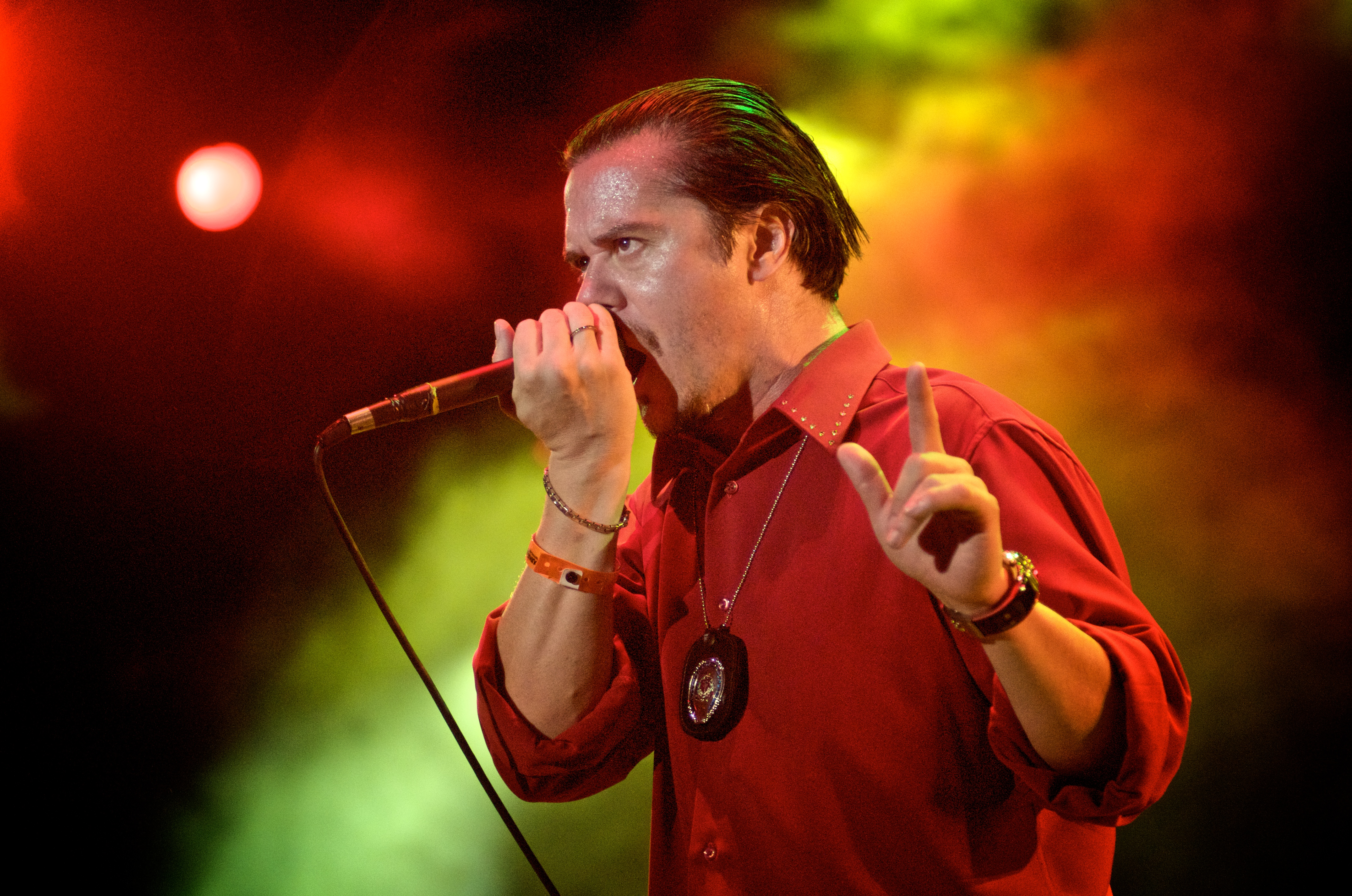
Mike Patton dal vivo dopo la reunion dei Faith No More

Scioltisi i Faith No More, Patton decide di fondare un supergruppo, i Fantômas, assieme a Trevor Dunn (Mr. Bungle), Buzz Osborne (Melvins) e Dave Lombardo (Slayer). Il loro album di debutto, Fantômas, esce nel 1999, ed è il primo disco pubblicato dall'etichetta co-fondata da Patton, la Ipecac Recordings. Dopo appena tre mesi i Mr. Bungle pubblicano il loro terzo album, California.
Nel 2001, dopo la pubblicazione del secondo album dei Fantômas, The Director's Cut, Patton accetta l'invito da parte di Duane Danison dei Jesus Lizard ad entrare nei Tomahawk insieme a Kevin Rutmanis (Melvins) e John Stanier (Helmet) e nello stesso anno esce il debutto omonimo Tomahawk.
Continuano intanto le sue continue collaborazioni con John Zorn, accanto ad altre quali quelle con Kid 606 e Neil Hamburger. Sempre nel 2001 collabora con Dan the Automator dei Gorillaz nel progetto Lovage, pubblicando il disco Music to Make Love to Your Old Lady By.

### Dillinger Escape Plan, Björk e ad altre collaborazioni (2002-2005)
Nel 2002 la sua collaborazione con i The Dillinger Escape Plan nell'EP Irony Is a Dead Scene è accolta in modo entusiasta da critica e pubblico. Inoltre entra nel progetto Hemophiliac fondato da John Zorn, insieme a Ikue Mori.
Dalla collaborazione tra i Fantômas e i Melvins nasce l'album live Millennium Monsterwork 2000, pubblicato sotto il nome di The Fantômas-Melvins Big Band.
Nel 2004, un anno dopo la pubblicazione del secondo album dei Tomahawk, Mit Gas, Patton incide l'album Delìrium Còrdia con i Fantômas, e l'album Romances con il compositore norvegese Kaada, a nome Kaada/Patton; è inoltre ospite in due canzoni sull'album Medúlla di Björk.
Nel 2005, per la serie 50th Birthday Celebration di Zorn, viene pubblicato l'album live 50th Birthday Celebration Volume 12 che lo vede impegnato assieme all'altro progetto di Zorn, i Painkiller, ripresi durante un'esibizione nel settembre del 2003. Escono poi il quarto album dei Fantômas, Suspended Animation, e, nel 2005 il disco General Patton vs. The X-Ecutioners, dove Patton si cimenta in sonorità alternative rap in collaborazione con gli X-Ecutioners. Collabora poi con altre band quali gli Isis e i Corleone di Roy Paci.
Debutta inoltre nel cinema come attore protagonista nel film Firecracker di Steve Balderson.

### Peeping Tom, Moonchild, Mondo cane, Colonne sonore (2006 - 2012)
Nel 2006 nasce il progetto Peeping Tom, nel quale collabora, tra gli altri, con i Massive Attack, Amon Tobin e Norah Jones.
Inoltre, assieme a Trevor Dunn e a Joey Baron, prende parte all'ennesimo progetto sperimentale di Zorn, i Moonchild.
Nel 2007 esce il terzo album dei Tomahawk, Anonymous e il terzo album dei Moonchild, Six Litanies for Heliogabalus, che vede l'ingresso nella formazione anche di Ikue Mori e Jamie Saft. Presta inoltre la voce della tenebra nel videogioco The Darkness, ed alle creature sovrumane nel film Io sono leggenda", tratto dal libro di Richard Matheson.
Nel maggio dello stesso anno, con il nome Mondo Cane, ha tenuto tre concerti con un'orchestra durante i quali ha riproposto canzoni italiane degli anni sessanta cantate in lingua originale. L'album omonimo è stato pubblicato il 4 maggio 2010. In Italia l'album ha raggiunto la posizione numero 75 della classifica ufficiale FIMI.
Nel 2008, assieme a Dan the Automator, dà vita al progetto Crudo, basato su sonorità Hip hop/Rock. Incide poi la colonna sonora per il cortometraggio A Perfect Place. Esce inoltre il quarto album dei Moonchild. Viene poi chiamato a curare assieme ai Melvins il festival All Tomorrow's Parties dal 5 al 7 dicembre.
Nel 2009 scrive le musiche per il film Crank: High Voltage, con protagonisti Jason Statham e Amy Smart. Nel 2010 scrive le musiche per il film La solitudine dei numeri primi, di Saverio Costanzo, mentre nel 2012 compone le musiche per Come un tuono, di Derek Cianfrance.

### La reunion coi Faith No More ed altri progetti (2009-presente)
Nel febbraio 2009, dopo varie voci, i Faith No More confermano il loro ritorno sulle scene con l'ultima formazione, e dopo un tour estivo nello stesso anno e vari concerti nei sei anni successivi, nel 2015 pubblicano il loro settimo album in studio, Sol Invictus, che promuoveranno con altri concerti dedicati. Nel dicembre 2016 Patton entra poi a far parte della band punk/hardcore Dead Cross, dove militano Dave Lombardo (Slayer, Suicidal Tendencies, Misfits), Justin Pearson (The Locust, Retox, Head Wound City) e Michael Crain (Retox, Festival of Dead Deer), andando a sostituire il precedente cantante Gabe Serbian.
Nel 2020 dopo l'annullamento di vari concerti coi Faith No More dovuti alla pandemia COVID-19, Mike Patton è costretto a rinunciare all'annunciato tour 2021 con Faith No More e Mr. Bungle a causa di problemi di salute mentale legati a depressione ed alcolismo.

### Doppiaggi per videogiochi
Patton ha dato la voce a diversi personaggi di videogiochi:
- nel 2007 alla Tenebra di The Darkness della Starbreeze Studios, basato sull'omonimo fumetto della Top Cow
- nel 2007 alla Anger Sphere, uno dei componenti di GLaDOS in Portal, della Valve Software
- nel 2008 agli zombie in Left 4 Dead della Valve Software
- nel 2009 a Nathan Spencer, protagonista di Bionic Commando della Capcom, sequel dell'omonimo capitolo
- nel 2009 di nuovo agli zombie in Left 4 Dead 2 della Valve Software, seguito del capitolo dell'anno precedente
- nel 2012 nuovamente alla Tenebra di The Darkness II, seguito del gioco del 2007, prodotto da Digital Extremes

### Vita privata
Nel 1994 ha sposato l'artista italiana Titi Zuccatosta, da cui ha poi divorziato nel 2001. Avendo vissuto alcuni anni a Bologna, parla fluentemente italiano.

## Discografia

### Faith No More
Album in studio
- 1989 - The Real Thing
- 1992 - Angel Dust
- 1995 - King for a Day... Fool for a Lifetime
- 1997 - Album of the Year
- 2015 - Sol Invictus

### Mr. Bungle
Album in studio
- 1991 - Mr. Bungle
- 1995 - Disco Volante
- 1999 - California
- 2020 - The Raging Wrath of the Easter Bunny Demo

### Fantômas
Album in studio
- 1999 - Fantômas
- 2001 - The Director's Cut
- 2003 - Delìrium Còrdia
- 2005 - Suspended Animation

### Tomahawk
Album in studio
- 2001 - Tomahawk
- 2003 - Mit Gas
- 2007 - Anonymous
- 2013 - Oddfellows

### Peeping Tom
Album in studio
- 2006 - Peeping Tom

### Dead Cross
Album in studio
- 2017 - Dead Cross
- 2022 - II

### Maldodor
Album in studio
- 1999 - She

### Tētēma
Album in studio
- 2014 - Geocidal
- 2020 - Necroscape

### Lovage
Album in studio
- 2000 - Music to Make Love to Your Old Lady By

### Nevermen
Album in studio
- 2016 - Nevermen

### Solista
- 1996 - Adult Themes for Voice
- 1997 - Pranzo Oltranzista
- 2001 - Nathaniel Merriweather Presents Lovage Avec Michael Patton* & Jennifer Charles: Music To Make Love To Your Old Lady By
- 2002 - Hemophiliac (con John Zorn e Ikue Mori)
- 2004 - Romances (con Kaada)
- 2008 - A Perfect Place (colonna sonora per il cortometraggio omonimo di Derrick Scocchera, distribuita dalla Ipecac Recordings in edizione speciale CD/DVD)
- 2009 - Crank: High Voltage (colonna sonora per il film omonimo)
- 2010 - Mondo cane (raccolta di canzoni italiane)
- 2011 - La solitudine dei numeri primi (colonna sonora per il film omonimo)
- 2012 - Laborintus II (con Luciano Berio e Ictus Ensemble)
- 2013 - The Place Beyond the Pines (colonna sonora per il film omonimo)
- 2016 - Bacteria Cult (con Kaada)
- 2017 - 1922 (colonna sonora per il film omonimo)
- 2019 - Corpse Flower (con Jean-Claude Vannier)

## Collaborazioni
- 2002 - Irony Is a Dead Scene (The Dillinger Escape Plan)
- 2005 - Wei-Wu-Wei (Corleone)
- 2006 - Issue One (Stone)
- 2004 - Virginal Coordinates (Eyvind Kang)
- 2007 - Athlantis (Eyvind Kang)
- 1998 - Angelica 1997 (Angelica)
- 2004 - Medulla (Björk)
- 2005 - Crime and Dissonance (Morricone)
- 2006 - Moonchild (John Zorn)
- 2006 - Astronome (John Zorn)
- 2007 - Six Litanies for Heliogabalus (John Zorn)
- 2008 - The Crucible (John Zorn)
- 2009 - Orc (Zu)
- 2009 - Soulympics (Zu)
- 2010 - Ipsissimus (John Zorn)
- 2012 - Prairie Fire (Guano Padano)

## Filmografia
- Bunraku, regia di Guy Moshe (2010)
- Firecracker, regia di Steve Balderson (2005)